# Сан-Жуан-де-Фонтора
Сан-Жуан-де-Фонтора (порт. São João de Fontoura) — район (фрегезия) в Португалии, входит в округ Визеу. Является составной частью муниципалитета Резенде. По старому административному делению входил в провинцию Дору-Литорал. Входит в экономико-статистический субрегион Тамега, который входит в Северный регион. Население составляет 857 человек на 2001 год. Занимает площадь 5,21 км².